# بوگاتی تیپ ۳۵

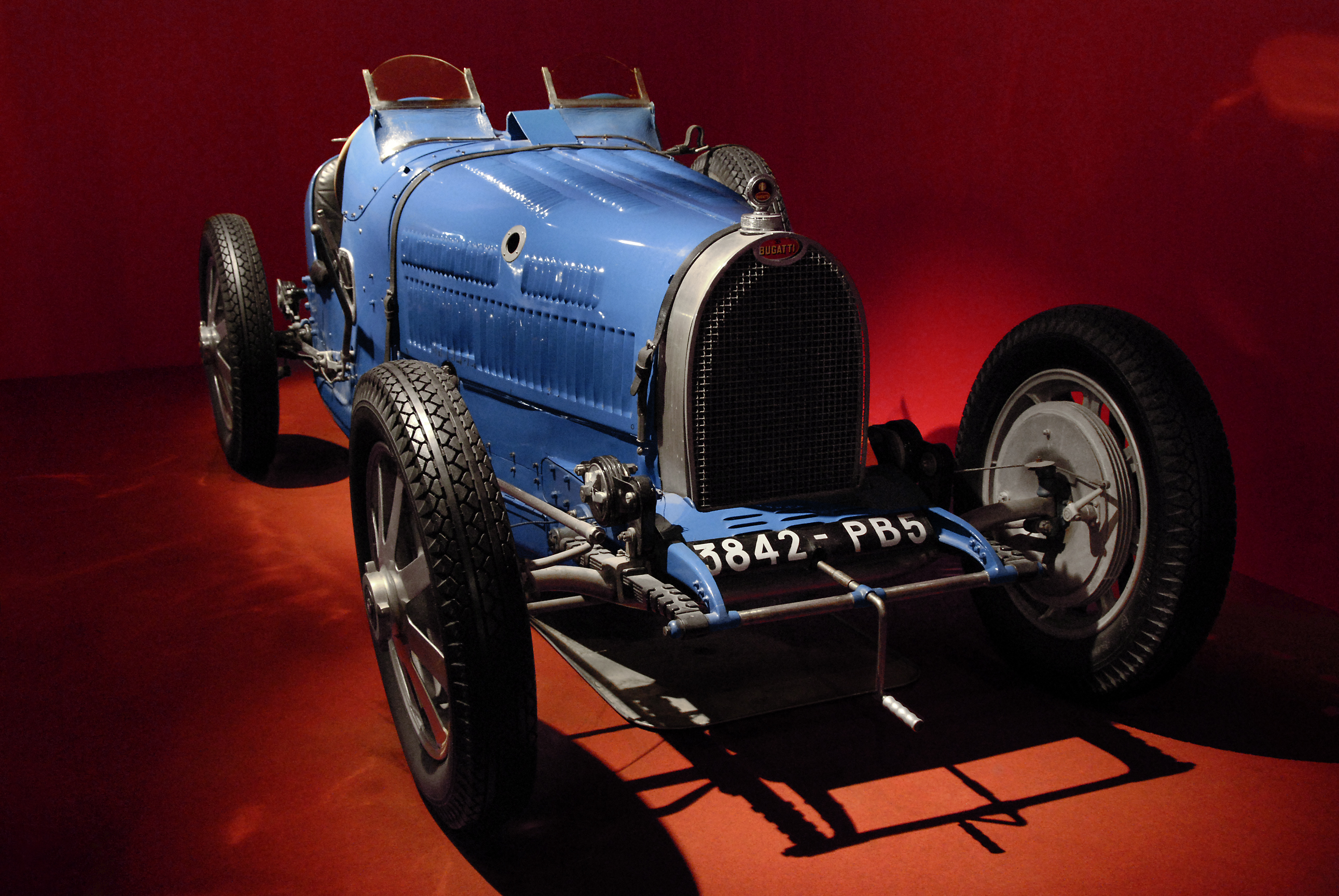
بوگاتی تیپ ۳۵ بی

بوگاتی تیپ ۳۵ موفق‌ترین مدل بوگاتی از نوع خودروهای مسابقه‌ای بود. بوگاتی تیپ ۳۵ با پیروزی بیش از ۱۰۰۰ مسابقه اتومبیلرانی در دوره خود، به صورت چشمگیری یک خودرو مسابقه‌ای برتر محسوب می‌شد. مدت زمان بین سال‌های ۱۹۲۵ تا ۱۹۲۹ میلادی اوج برتری و بورس بودن این اتومبیل بود. تیپ ۳۵، تیپ ۳۵ اِی، تیپ ۳۵ سی، تیپ ۳۵ تی، تیپ ۳۵ بی مدل‌های گوناگون این خودرو است. تیپ ۳۵B آخرین نسل بوگاتی تیپ ۳۵ بود که در سال ۱۹۲۷ تولید شد.